# Armin
Armin ist ein männlicher Vorname aus dem Indogermanischen. Der Namenstag ist der 2. Juni.

## Herkunft und Bedeutung des Namens
- germanisch ermin/irmin bedeutet groß, gewaltig, heldenhaft[2]
- persisch armin/armeen (persisch: آرمین), bedeutet „Beschützer“. Im Epos Schahnama („Königsbuch“) von Ferdousi (940–1020) ist dies der Name des Sohns eines Königs.[3]

Eine im 18. Jahrhundert aufgekommene Theorie besagt, Armin gehe auf Arminius zurück.

## Verbreitung
In Deutschland gehört Armin zu den geläufigen Namen, die seit vielen Jahren jährlich vergeben werden. Besonders beliebt war er von 1930 bis zu den 1970er Jahren, danach ließ seine Beliebtheit stetig nach. In den letzten 10 Jahren wurde er etwa 2.200 Mal bei der Namenswahl berücksichtigt. In Österreich lag der Name von 1984 bis 2011 stets in den Top-100. Seit fünf Jahren lässt seine Beliebtheit leicht nach. Von 1984 bis 2023 wurde er circa 3.400 Mal vergeben. Der Name kommt in der Schweiz seit 1930 dauerhaft in der Namensgebung vor. Bis 1968 befand er sich in den Top-100, danach ging seine Popularität zurück. Von 1930 bis 2023 wurde er rund 5.600 Mal gewählt.
Die Schreibweise Ármin befindet sich in Ungarn seit der Jahrtausendwende in den Top-100. Die besten Platzierung belegte er im Jahr 2023 mit Rang 52. Der Name ist in Bosnien und Herzegowina seit 2009 in den Top-60 der Hitlisten vertreten. Im Jahr 2009 belegte er Rang 11, seitdem geht seine Popularität zurück. In Slowenien wird der Name regelmäßig vergeben, er gehörte in den Jahren 1992 und 1995 zu den Top-100. Der Name kommt in Polen seit Mitte der 2000er Jahre alljährlich in den Hitliste vor.
In den Niederlanden ist der Name nur mäßig beliebt. Der Name wird in Belgien seit rund 10 Jahren fast jährlich vergeben. In Frankreich taucht er seit der Jahrtausendwende fast jedes Jahr in den Vornamenscharts auf. Der Name wird in Dänemark, Norwegen und Schweden regelmäßig vergeben und gilt als mäßig populär.
Der Name tauchte in den USA zwischen 1912 und 1923 hin und wieder in den Top-1000 auf. Armin wird in England, Irland und Kanada seit der Jahrtausendwende fast jedes Jahr bei der Namenswahl berücksichtigt, jedoch in einem geringen Volumen. Die Vergabe ist auch in Liechtenstein, Schottland und Nordirland nachgewiesen.

## Namensträger
- Armin Assinger (* 1964), österreichischer Moderator und Skirennläufer
- Armin Bittner (* 1964), deutscher Skirennläufer
- Armin van Buuren (* 1976), niederländischer DJ und Musikproduzent
- Armin Coerper (* 1972), deutscher Journalist
- Armin Forker (1931–2024), deutscher Kriminalist, Kriminologe und Hochschullehrer
- Armin Forstner (* 1971), österreichischer Politiker
- Armin Frauscher (* 1994), österreichischer Rennrodler
- Armin Grünewald (1930–1993), deutscher Journalist, stellvertretender Regierungssprecher
- Armin Halle (1936–2023), deutscher Journalist
- Armin Hatje (* 1959), deutscher Jurist und Hochschullehrer
- Armin Hary (* 1937), deutscher Leichtathlet und Weltrekordler
- Armin Klümper (1935–2019), deutscher Sportmediziner
- Armin Kogler (* 1959), österreichischer Skispringer
- Armin Kratzert (* 1957), deutscher Journalist und Schriftsteller
- Armin Kühne (1940–2022), deutscher Fotograf
- Armin Lange (* 1961), deutscher Judaist und Hochschullehrer
- Armin Laschet (* 1961), deutscher Politiker (CDU)
- Armin Maiwald (* 1940), deutscher Autor, Regisseur und Fernsehproduzent
- Armin Maus (* 1964), deutscher Journalist und Chefredakteur
- Armin Meiwes (* 1961), deutscher Computertechniker und Kannibale („Kannibale von Rotenburg“)
- Armin Mueller-Stahl (* 1930), deutscher Schauspieler
- Armin Münch (1903–1957), deutscher Schauspieler und Sprecher
- Armin Münch (1930–2013), deutscher Grafiker, Zeichner und Hochschullehrer
- Armin Nassehi (* 1960), deutscher Soziologe
- Armin Pfahl-Traughber (* 1963), deutscher Soziologe und Politikwissenschaftler
- Armin Pongs (* 1968), deutscher Kinderbuchautor
- Armin Rohde (* 1955), deutscher Schauspieler
- Armin Roßmeier (* 1949), deutscher Koch
- Armin S. (* 1978), deutscher Wertpapierhändler
- Armin Schlechter (* 1960), deutscher Philologe und Bibliothekar
- Armin Schwarz (* 1963), deutscher Rallyefahrer
- Armin Shimerman (* 1949), US-amerikanischer Schauspieler
- Armin Sierszyn (* 1942), Schweizer Theologe
- Armin Springer (1870–1942), österreichischer Schauspieler, Komiker und Gesangshumorist
- Armin Steinbach (* 1978), deutscher Rechts- und Wirtschaftswissenschaftler
- Armin Stolper (1934–2020), deutscher Schriftsteller und Dramaturg
- Armin Thurnher (* 1949), österreichischer Journalist
- Armin Ulrich (* 1966), deutscher Fernsehregisseur und Produzent
- Armin Veh (* 1961), deutscher Fußballtrainer
- Armin T. Wegner (1886–1978), deutscher Schriftsteller
- Armin Wolf (1935–2025), deutscher Historiker
- Armin Wolf (* 1961), deutscher Sportjournalist und Moderator
- Armin Wolf (* 1966), österreichischer Journalist und Fernsehmoderator
- Armin Zöggeler (* 1974), Südtiroler Rennrodler

Der heilige Armin starb der Überlieferung nach zusammen mit seiner Mutter für seine christliche Überzeugung. Zeit und Ort des Martyriums sind zwar unbekannt, aber es kann von einer frühzeitigen Verehrung in Ägypten und Abessinien (Äthiopien) ausgegangen werden. Dieses würde darauf hinweisen, dass Armin in Ägypten gelebt hat und dort gestorben ist.

## Als Nachname
- Adele Armin (1945–2022), kanadische Geigerin
- Josef Armin (1858–1925; geboren als Josef Rottenstein), österreichischer Kabarettist
- Otto Armin (* 1943), kanadischer Geiger und Musikpädagoge
- Otto Armin, das Pseudonym des deutschvölkischen Politikers Alfred Roth (1879–1948)
- Robert Armin (1563–1615), englischer Schauspieler